# 수포작용제

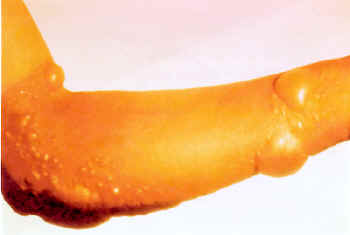
물집이 잡힌 모습.

수포작용제(水泡作用劑)는 피부, 눈, 점막에 심한 통증과 염증을 일으키는 화합물이다.

## 전쟁에 쓰이는 수포작용제
- 황 머스터드
- 나이트로젠 머스터드
- 루이사이트

## 영향
- 피부, 눈, 점막에 대한 심한 통증과 염증
- 거대한 물집을 동반한 피부 홍반
- 눈물, 결막염, 각막 손상
- 기도 위해를 일으키는 가벼운 호흡곤란

수포작용제는 현재 공기보다 더 무거운 것으로 알려져 있으며 눈, 허파, 피부를 통해 쉽게 흡수된다. 황 머스터드와 나이트로젠 머스터드 수포작용제에 대한 영향은 일반적으로 지연 현상이 있다: 수증기로의 노출은 4~6 시간 내에 명확해지며 피부로의 노출은 2~48시간 내에 이루어진다. 루이사이트의 영향은 즉각적이다.

## 같이 보기
- 물집